# Kyanimidy

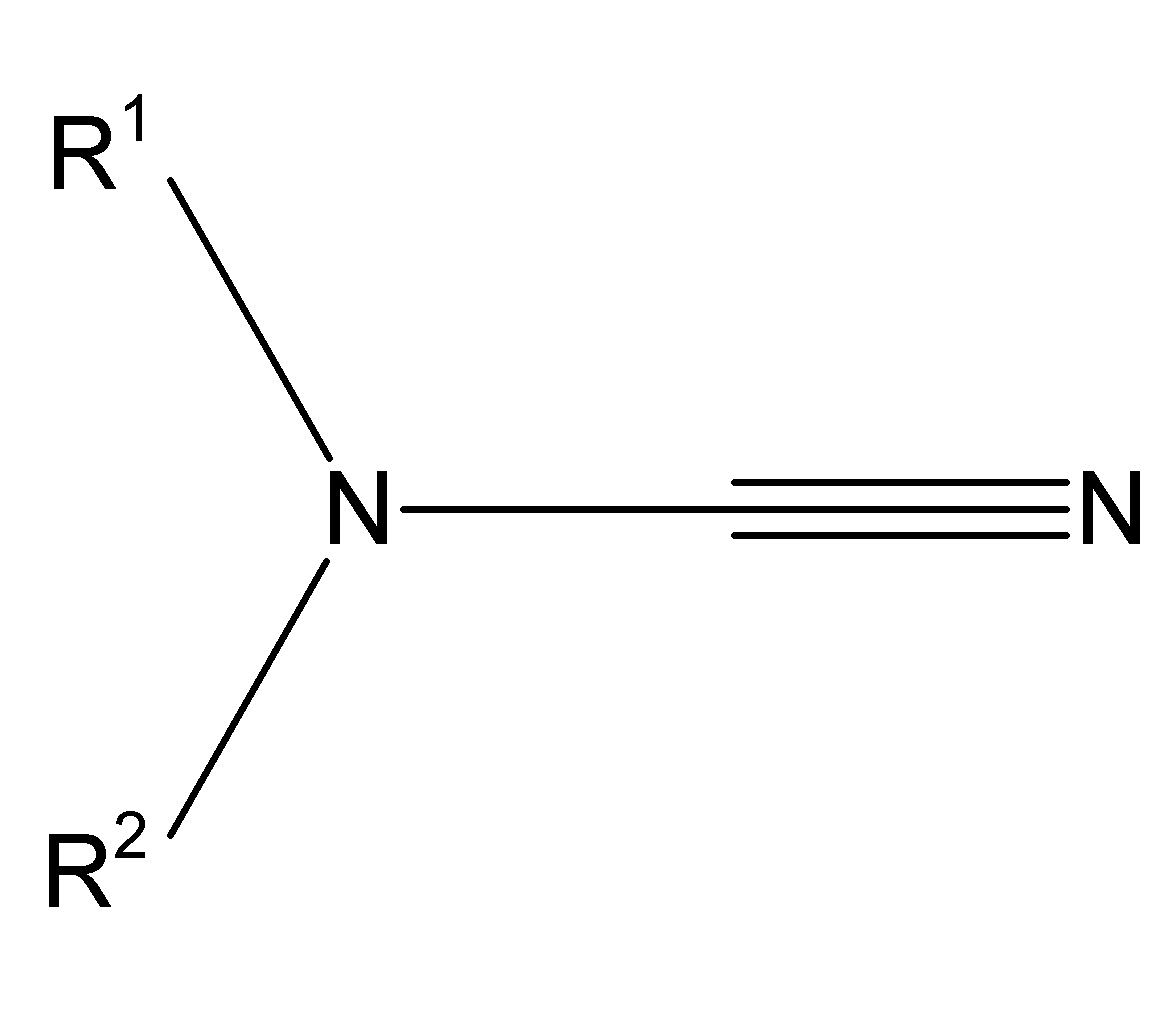
Obecný strukturní vzorec kyanimidu

Kyanimidy jsou organické sloučeniny odpovídající obecnému vzorci R1R2N-C≡N. Jedná se o sekundární aminy s navázanou kyano skupinou.